# Conostephium marchantiorum
Conostephium marchantiorum är en ljungväxtart som beskrevs av Arne Strid 1986. Conostephium marchantiorum ingår i släktet Conostephium, och familjen ljungväxter. Inga underarter finns listade i Catalogue of Life.